# 路環碼頭
路環碼頭（葡萄牙語：Cais de Coloane）澳門與路氹尚未連結時唯一穿梭兩地交通工具。2015年澳門水域劃定後，為了增加海上遊上落客點再重新使用。

## 歷史

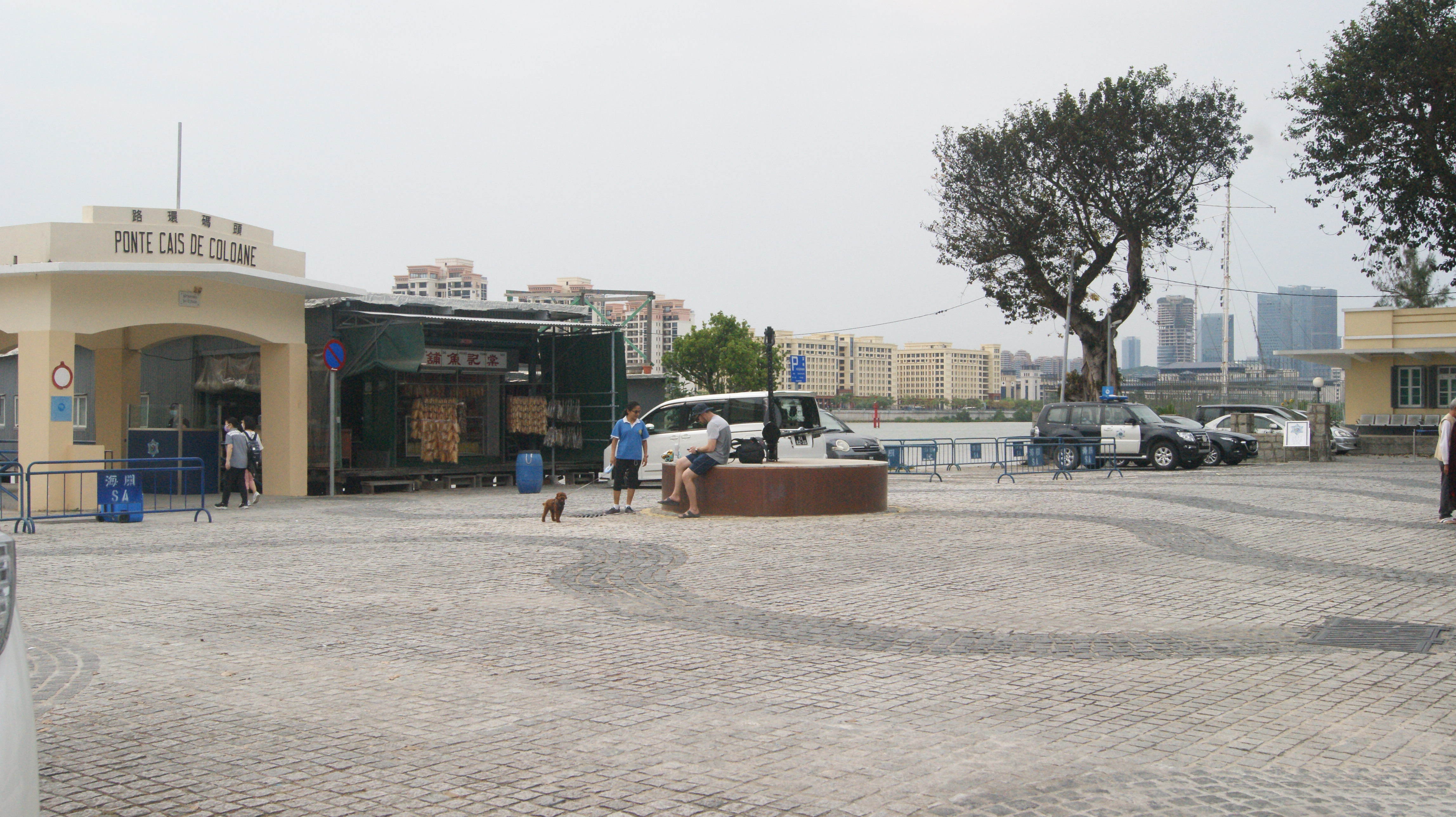
路環碼頭前地

碼頭在1873年修建。在路氹連貫公路及嘉樂庇大橋尚未落成通車的年代，是澳門的公共交通唯一碼頭。
路環碼頭昔日曾是往返澳門主要的碼頭之一，1940年代為一條小漁村，漁業作為澳門經濟重要支柱；。隨著1968年公路及1974年大橋逐一建成，其功能已不復存在。其後渡輪班次逐漸減少，直到80年代初消失。餘下功能只剩為橫琴居民來澳銷售農產品的停泊處。路環碼頭的建造，是為昔日十字門水域周邊地區居民往來船隻停泊之用，在1950年代開始有澳、氹、路渡輪服務後，路環碼頭的作用大增，至路氹連貫公路通車後，氹、路渡輪服務停止，碼頭主要用作貨運或海上遊用途。
至於路環碼頭昔日連接澳門與橫琴兩地是與海盜出沒有關，因為兩地同處十字門水域，歷史檔案資料顯示，在19世紀未至20世紀初該處水域是海盜經常出沒搶劫，匿藏和流竄區域。海盜常在該處水域劫掠船隻外，亦會侵擾澳門半島，氹仔、路環島，以及灣仔鎮、大、小橫琴島嶼的居民，為此；中葡雙方曾採取了聯合軍事行動，緝剿海盜團夥，在聯合對付海盜的同時，亦引發了紛爭與對島嶼管轄的共識。
1985年第一次開始進行修葺工程，將棧橋部份改建混凝土結構。
2015年第二次修葺工程，將建築物入口處的前後立面新増的中文名稱「路環碼頭」。並設立出入境事務站，實施24小時運作。只容許遊艇乘客進入或離開澳門遊客使用。
2015年6月30日，為配合澳門中山遊艇自由行實施，新增50個遊艇泊位及出入境事務站，以24小時方式運作，只容許乘坐遊艇進入或離開澳門特別行政區的人士使用。
2021年7月1日起，往返媽閣碼頭至路環碼頭由信德中旅船務管理有限公司經營的澳門海上遊航線正式開通。 2022年6月19日起一度因疫情原因而暫停，隨後在2023年8月28日起恢復。

## 設施
碼頭專為持有橫琴當局發出的通行証人士及海上遊上落。碼頭的出入境事務站僅供乘坐遊艇進入或離開澳門人士使用。可泊位數目為1艘。

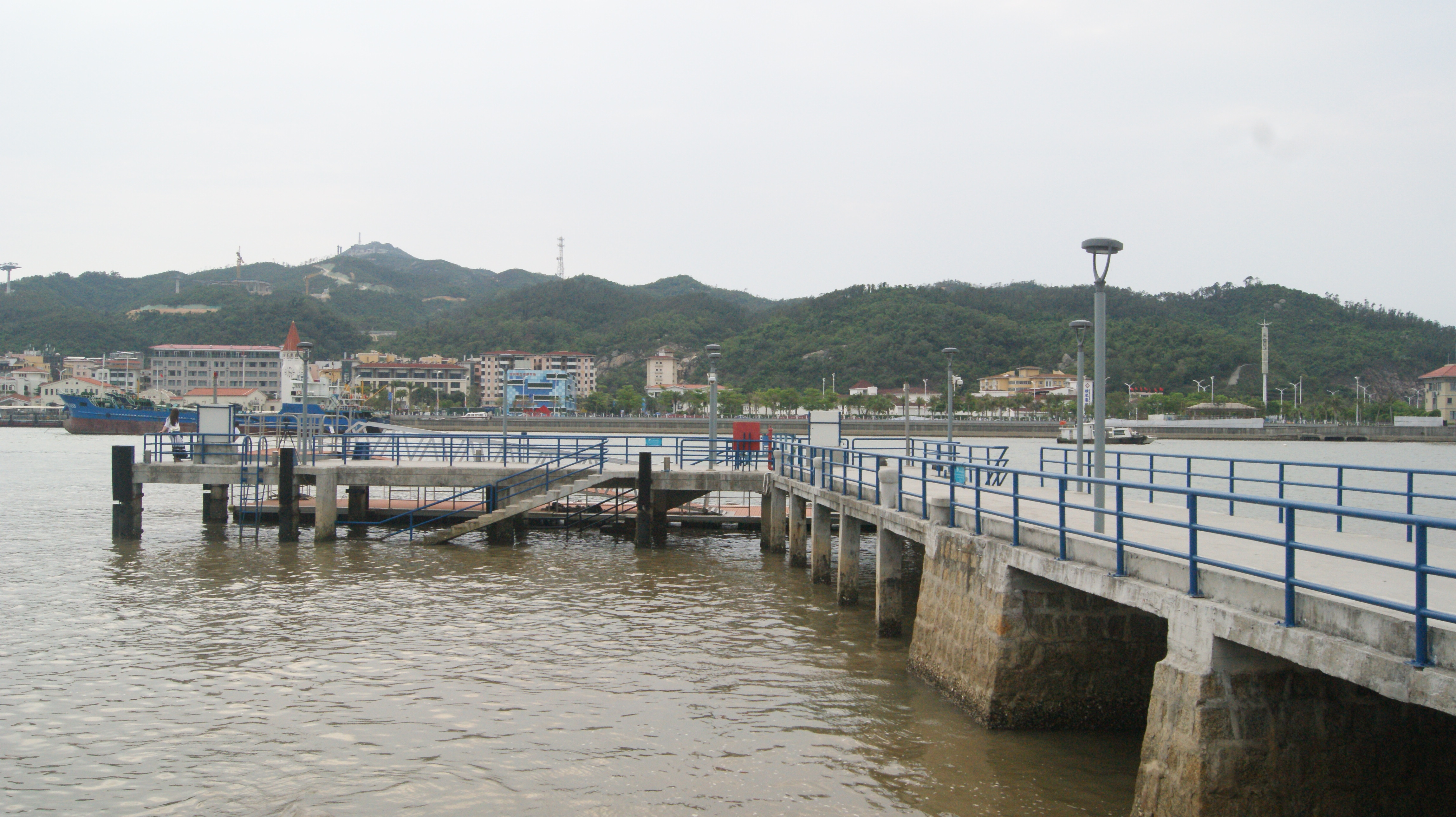
碼頭船塢
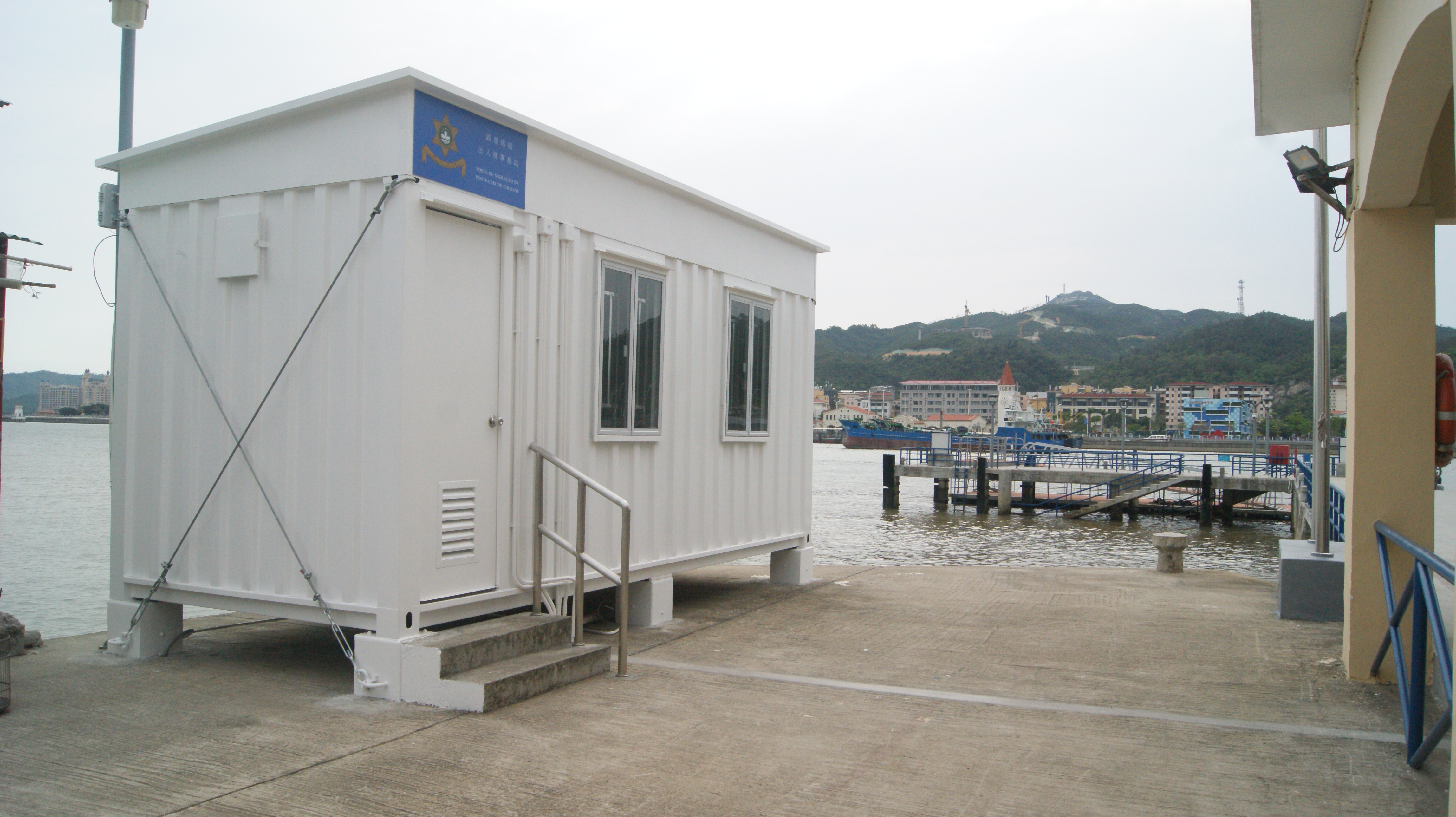
出入境事務站

## 爭議事件

### 倒掛國旗事件
2017年7月4日，網上社交平台流傳一張碼頭棋杆倒掛五星紅旗相片，當初保安司及澳門海關分別舉報指有人移花接木P圖惡搞，經澳門司警調查證實是被倒掛。同年7月20日，澳門海關發聲明證實有關事件，就指在未有充分查證路環碼頭國旗倒掛事件的情況下，向上級及媒體提供了錯誤訊息引起誤會作出導歉，並隨即開立內部紀律程序進行調查，對涉事人員作出嚴肅處理。保安司司長辦公室指司長黃少澤高度重視，以及在信息通報上出現混亂表示不能接受。
2018年3月12日，涉事關員事先被保安司處分停職80日，隨後上訴至終審法院被駁回。終審法院報告指出，上訴人身為海關關員，本應謹慎執行其任務，以正確方式升起國旗，但該關員在澳門特區「門戶」之一的路環碼頭倒掛國旗的違紀行為相當嚴重，事件在網上公開後，無疑令海關受到輿論的強烈批評和譴責，無疑損害了海關形象，事件甚至牽涉到一個國家的象徵。

## 接駁交通

### 公共巴士
C659 路環街市（Mercado M. de Coloane）
路線：15、21A、26A
C660 路環居民大會堂（Assoc. de M. de Coloane）
路線：15、21A、26A、N3夏季
C686 路環市區（Vila de Coloane）
路線：25、26、50、N3

### 其他
- 信德中旅澳門海上遊

## 外部連結
- 澳門海關 （页面存档备份，存于）